# Eirik Evjen
Eirik Evjen (Bodø, 23 marzo 1989) è un attore norvegese.

## Filmografia
- Fratelli di sangue ("Glasskår", 2002, Viktor Hansen), diretto da Lars Berg.
- Team Antonsen (2004), film-tv.
- Skolen (2004, Marius), serie tv.
- Tommys Inferno, (2005, Tommy).
- Berlinerpoplene, (2007, Yngve), miniserie.
- Himmelblå, (2007, Kristoffer), serie tv.
- Max Manus, (2008, Sigurd Jacobsen).

## Voci italiane
Eirik Evjen è stato doppiato in italiano dai seguenti attori:
- Leonardo Graziano (nel film Fratelli di sangue).